# Lodi (metropolitana di Roma)
Lodi è una stazione della linea C della metropolitana di Roma.

## Storia

### Lavori
Nell'aprile 2007 sono iniziati i lavori per la costruzione della nuova stazione. La stazione è stata completata a gennaio 2015. La sua apertura è avvenuta il 29 giugno 2015 ed è stato il capolinea provvisorio della linea C fino all'apertura di San Giovanni, avvenuta il 12 maggio 2018.

## Interscambi
La stazione permette i seguenti interscambi:
- Stazione ferroviaria (Ponte Casilino)
- Fermata autobus (linee ATAC)